# Castel Sant’Angelo (település)
Castel Sant’Angelo település Olaszországban, Lazio régióban, Rieti megyében. Lakosainak száma 1174 fő (2023. január 1.). Castel Sant’Angelo Borgo Velino, Cittaducale, Micigliano és Rieti községekkel határos.

## Népesség
A település lakossága az elmúlt években az alábbi módon változott:
| Lakosok száma | 1296 | 1302 | 1174 |
|               | 2017 | 2018 | 2023 |